# Concord (videojuego)
Concord fue un videojuego de disparos en primera persona descontinuado desarrollado por Firewalk Studios y publicado por Sony Interactive Entertainment. El juego se lanzó para PlayStation 5 y Windows el 23 de agosto de 2024 con críticas mixtas de los críticos y malas ventas. El 3 de septiembre, Sony anunció que el juego se cerraría el 6 de septiembre, dos semanas después de su lanzamiento, y se reembolsarían todas las copias vendidas. El 29 de octubre, Firewalk Studios cerró sus puertas.

## Jugabilidad
Concord era un videojuego de ciencia ficción jugador contra jugador shooter de héroes jugado desde una perspectiva de primera persona. El juego presentaba una variedad de personajes alienígenas, cada uno con diferentes habilidades, como piernas robóticas para saltos altos y piel de diamante para una mejor absorción de daño. Uno de los grupos dentro del juego se conoce como Freegunners, que eran mercenarios.
La vista previa inicial reveló cinco personajes y el juego se lanzó con dieciséis personajes. Se esperaba que el juego tuviera actualizaciones gratuitas posteriores al lanzamiento que habrían agregado más personajes y mapas. El juego habría presentado nuevas cinemáticas sobre los personajes y la historia en curso cada semana.

## Desarrollo y lanzamiento
Concord fue el primer juego desarrollado por Firewalk Studios, un estudio ubicado en Bellevue, Washington, y fundado en 2018. Firewalk inicialmente desarrolló Concord en colaboración con su empresa matriz, ProbablyMonsters, hasta que el estudio fue adquirido por Sony Interactive Entertainment en abril de 2023.
Firewalk Studios anunció oficialmente "Concord" durante el PlayStation Showcase el 24 de mayo de 2023, con un tráiler CGI. En julio de 2024 se lanzó una versión beta del juego que no tuvo la cantidad de jugadores esperada. El juego se lanzó para PlayStation 5 y Windows el 23 de agosto de 2024.
Firewalk Studios informó que el juego estuvo en desarrollo durante alrededor de ocho años.

## Cierre
El 3 de septiembre, Sony anunció que Concord dejaría de estar disponible y que se reembolsarían todas las copias del juego que se habían vendido hasta ese momento, alegando que "algunos aspectos del juego y nuestro lanzamiento inicial no tuvieron el éxito que habíamos planeado" y que "explorarían opciones, incluidas aquellas que lleguen mejor a nuestros jugadores". El juego fue retirado de las tiendas digitales, y los servidores del juego se desconectaron poco después de las 17:00 (UTC) del 6 de septiembre de 2024.
El rápido cierre se atribuyó a varios factores, incluido el fracaso de Concord en diferenciarse de los juegos de disparos de héroes establecidos como Overwatch y Apex Legends, su falta de mecánicas de juego innovadoras, su lista de personajes genéricos y su frustrante diseño de mapas. El juego también enfrentó críticas por ser un lanzamiento de precio completo en un género donde la mayoría de los competidores son gratuitos, así como por su ciclo de desarrollo de ocho años que lo hace sentir obsoleto en el momento del lanzamiento y lucha por alinearse con las tendencias cambiantes del mercado y las expectativas de los jugadores.
El 29 de octubre, Sony cerró permanentemente el juego y al estudio que lo creó, Firewalk Studios.
Con solo 14 días de servicio, Concord se convirtió en el segundo juego en línea con menor duración hasta la fecha, eclipsado sólo por los ocho días de The Culling II.

## Recepción

### Respuesta crítica
Concord recibió críticas "mixtas o promedio" de los críticos, según el sitio web del agregador de reseñas Metacritic, basado en 45 reseñas para PlayStation 5 y 20 reseñas para PC. En OpenCritic, el juego es recomendado por el 22% de 62 reseñas de críticos.
Push Square le dio una calificación de siete sobre diez y escribió: "El debut de Firewalk puede que no sea nada del otro mundo, pero en general es realmente bastante bueno". Digital Trends le dio tres de cinco y escribió: "Concord tiene la base de un juego multijugador divertido, pero le falta lo esencial". Video Games Chronicle le dio una calificación de tres sobre cinco y criticó el precio de $40, aconsejando a los jugadores esperar hasta que el juego estuviera disponible en PlayStation Plus. Eurogamer le dio tres de cinco, atribuyendo la calificación al diseño de personajes "confuso" de los héroes, escribiendo: "Los héroes parecen estar visualmente sub o sobrediseñados". Nova Smith de PC Gamer calificó a Concord con 45 sobre 100, describiéndolo como "poco desarrollado, caro y anticuado" mientras criticaba al juego por su "velocidad de movimiento dolorosamente lenta", diseño de mapas poco inspirado y elenco de personajes "olvidable".

### Ventas
Al momento de su lanzamiento, el juego fue un fracaso comercial que no logró superar los 1000 jugadores simultáneos en la plataforma Steam, una cifra muy inferior a los 400,000 jugadores iniciales de Steam de otro juego multijugador de servicio en vivo propio lanzado para PC y PS5, Helldivers 2. PCGamesN atribuyó sus bajas ventas a una combinación de falta de singularidad y un precio elevado mientras competía en un mercado muy saturado dominado por juegos gratuitos como Overwatch 2 y Valorant.
Una semana después del lanzamiento, el juego ocupó el puesto 40 en la PlayStation Store en términos de ventas, con un recuento de jugadores en Steam medido en 162 el 29 de agosto. Se estimó que menos de una semana después del lanzamiento, el juego había vendido alrededor de 25,000 unidades, con ventas de 10,000 en Steam y 15,000 en PlayStation. En comparación, Astro Bot vendió más copias físicas en dos días sólo en el Reino Unido que Concord en todo el mundo.

## Adaptación
En agosto de 2024, se reveló que el juego se adaptaría en la serie de antología de videojuegos Secret Level. A pesar del cierre tanto del juego como de Firewalk Studios, su episodio permanecerá en la serie.